# Leichtathletik-Weltmeisterschaften 2011/Teilnehmer (Marokko)
| Gelbes Symbol für Goldmedaillen mit stilisierten Olympischen Ringen | Graues Symbol für Silbermedaillen mit stilisierten Olympischen Ringen | Braundes Symbol für Bronzemedaillen mit stilisierten Olympischen Ringen |
| ------------------------------------------------------------------- | --------------------------------------------------------------------- | ----------------------------------------------------------------------- |
| —                                                                   | —                                                                     | —                                                                       |

Der marokkanische Leichtathletik-Verband stellte bei den Leichtathletik-Weltmeisterschaften 2011 im koreanischen Daegu 19 Teilnehmer.

## Ergebnisse

### Männer

#### Laufdisziplinen
| Athlet                 | Disziplin        | Vorlauf     | Vorlauf | Halbfinale    | Halbfinale    | Finale        | Finale        |
| Athlet                 | Disziplin        | Zeit        | Platz   | Zeit          | Platz         | Zeit          | Platz         |
| ---------------------- | ---------------- | ----------- | ------- | ------------- | ------------- | ------------- | ------------- |
| Aziz Ouhadi            | 100 m            | 10,42 s     | 24      | 10,45 s       | 20            | ausgeschieden | ausgeschieden |
| Mouhcine El Amine      | 800 m            | 1:46,98 min | 22      | ausgeschieden | ausgeschieden | ausgeschieden | ausgeschieden |
| Abdalaati Iguider      | 1500 m           | 3:41,41 min | 21      | 3:46,89 min   | 17            | 3:36,56 min   | 5             |
| Amine Laalou           | 1500 m           | 3:39,86 min | 8       | 3:47,65 min   | 19            | ausgeschieden | ausgeschieden |
| Mohamed Moustaoui      | 1500 m           | 3:39,35 min | 5       | 3:36,87 min   | 3             | 3:36,80 min   | 6             |
| Ahmed Baday            | Marathon         |             |         |               |               | 2:17:59 h     | 27            |
| Abderrahime Bouramdane | Marathon         |             |         |               |               | 2:10:55 h     | 4             |
| Adil Annani            | Marathon         |             |         |               |               | DNF           | DNF           |
| Abderrahim Goumri      | Marathon         |             |         |               |               | DNF           | DNF           |
| Rachid Kisri           | Marathon         |             |         |               |               | 2:13:24 h     | 11            |
| Hamid Ezzine           | 3000 m Hindernis | 8:11,81 min | 3       |               |               | 8:21,97 min   | 9             |
| Abdelkader Hachlaf     | 3000 m Hindernis | 8:46,12 min | 32      |               |               | ausgeschieden | ausgeschieden |

#### Sprung/Wurf
| Athlet         | Disziplin  | Qualifikation | Qualifikation | Finale     | Finale |
| Athlet         | Disziplin  | Weite/Höhe    | Platz         | Weite/Höhe | Platz  |
| -------------- | ---------- | ------------- | ------------- | ---------- | ------ |
| Yahya Berrabah | Weitsprung | 8,05 m        | 9             | 8,23 m     | 4      |

### Frauen

#### Laufdisziplinen
| Athletin             | Disziplin        | Vorlauf        | Vorlauf | Halbfinale    | Halbfinale    | Finale        | Finale        |
| Athletin             | Disziplin        | Zeit           | Platz   | Zeit          | Platz         | Zeit          | Platz         |
| -------------------- | ---------------- | -------------- | ------- | ------------- | ------------- | ------------- | ------------- |
| Halima Hachlaf       | 800 m            | 2:01,80 min    | 16      | DNF           | DNF           | ausgeschieden | ausgeschieden |
| Malika Akkaoui       | 1500 m           | 4:14,79 min    | 31      | ausgeschieden | ausgeschieden | ausgeschieden | ausgeschieden |
| Siham Hilali         | 1500 m           | 4:13,59 min    | 21      | 4:09,64 min   | 16            | ausgeschieden | ausgeschieden |
| Btissam Lakhouad     | 1500 m           | 4:10,71 min    | 13      | 4:08,10 min   | 5             | 4:06,18 min   | 4             |
| Salima Elouali Alami | 3000 m Hindernis | 10:07,71 min   | 29      |               |               | ausgeschieden | ausgeschieden |
| Hanane Ouhaddou      | 3000 m Hindernis | 9:25,96 min SB | 4       |               |               | 9:32,36 min   | 8             |